# Noblesse canadienne-française
La noblesse canadienne-française est une caste de la société canadienne-française ayant existé du milieu du XVIIe siècle jusqu'au milieu du XIXe siècle. Elle rassemblait l'ensemble des familles nobles ayant fait souche dans la colonie du Canada (aujourd'hui le Québec) à l'époque de son peuplement par la France. Apparentée à la noblesse des autres colonies de la Nouvelle-France, l'Acadie et la Louisiane, la gentilhommerie canadienne-française était à l'origine un prolongement de la noblesse de France.
La première famille noble à faire souche au Canada s'installe en 1636. Il s'agit des frères Pierre Le Gardeur de Repentigny et Charles Le Gardeur de Tilly. Par la suite, de nombreux gentilshommes de la noblesse d'épée viennent en Nouvelle-France comme officiers du régiment de Carignan-Salières, des troupes de la Marine et des troupes de terre de Montcalm. Certains colons méritants sont anoblis par le roi de France, tandis que certaines familles roturières intègrent officieusement l'aristocratie. 
Par contre, la noblesse canadienne-française est déstabilisée par la conquête britannique de 1759-1760 et voit une partie de ses membres émigrer en France. Elle commence alors à expérimenter un lent déclin de son hégémonie sur le pouvoir. Certaines familles dérogent et se fondent dans le prolétariat, tandis que d'autres maintiennent leur rang en mettant en valeur leurs seigneuries, en obtenant des postes de conseiller législatif ou d'officier dans l'armée britannique ou bien en s'ouvrant davantage aux professions libérales. À partir de la décennie 1830, la noblesse canadienne-française entame son déclin final, concurrencée par la bourgeoisie, qui devient définitivement la classe dirigeante de la société. Elle se désintègre comme groupe social distinct entre les rébellions de 1837-1838 et l'abolition de la milice sédentaire en 1868, laquelle fournissait traditionnellement aux nobles de nombreux postes de commandement. Durant cette période, plusieurs membres de familles aristocratiques se fondent dans la bourgeoisie professionnelle ou encore d'affaires du Québec naissant. 
Cependant, dans la seconde moitié du XIXe et au début du XXe siècle, la monarchie britannique anoblit quelques Canadiens français et d'autres, comme les barons de Longueuil, voient leur statut nobiliaire d'origine française reconnu. Ils reçoivent alors généralement le titre de chevalier, qui confère l'adresse honorifique de « sir ». 

## Noblesse et société d'Ancien Régime
La noblesse tenait son origine dans le modèle social de l'Ancien Régime, qui envisageait la société comme un tout organique où chacune des parties vivait en symbiose avec les autres. Ainsi, la société française de Nouvelle-France, tout comme celle du vieux continent, était organisée en trois ordres distincts, qui correspondaient à trois fonctions sociales ou secteurs d'activités : le clergé, la noblesse et le tiers état. Ces fonctions étaient hiérarchisées en dignité. Autrement dit, la logique spirituelle du premier ordre prévalait sur celle politique du second, qui elle-même prévalait sur toutes les considérations économiques. Les deux premiers ordres, le clergé et la noblesse, avaient des fonctions de services publics à remplir, qui étaient onéreuses. Ainsi, le clergé prenait à sa charge le culte public, l'état civil, l'instruction, la culture et l'assistance publique, tandis que le troisième ordre, qui comprenait toutes les activités économiques, avait des fonctions lucratives. De ce fait, la plupart des impôts reposaient sur le tiers état, afin d'entretenir les deux premiers. Par contre, en Nouvelle-France, il n'y aura pas de différence au point de vue fiscal entre les clercs et les nobles vis-à-vis des roturiers du tiers état, étant donné que le roi ne prélevait pas d'impôts en Amérique. Le second ordre, celui de la noblesse, se chargeait des fonctions régaliennes, soit de la défense de la société, principalement par la fonction militaire (la noblesse d'épée - qui payait ainsi « l'impôt du sang »), mais aussi par la fonction judiciaire (noblesse de robe), ainsi que par la haute administration. Cependant, les nobles de Nouvelle-France, qui était généralement assez pauvres, auront le droit de pratiquer certains commerces, comme la traite des fourrures.

## Histoire sous le régime français
La plupart des nobles qui s'établissent en Nouvelle-France au XVIIe siècle sont des officiers militaires arrivés avec le régiment de Carignan-Salières ou avec les troupes de la Marine. Dans la colonie du Canada, ils s'installent généralement à Québec, où siège l'administration civile et militaire et, bientôt, on assiste à l'émergence d'un nouveau groupe social dans la colonie.
En 1669, l'intendant Jean Talon prie le roi Louis XIV d'envoyer davantage de nobles et d'accorder des lettres patentes anoblissant quelques pionniers pour les remercier de leurs services. Il veut former une élite qui puisse encadrer les habitants et défendre le territoire. Le roi accepte le projet, mais il est bien vite assailli de demandes de gratifications, car les nobles de la colonie veulent mener le train de vie des gentilshommes français et éprouvent de sérieux problèmes financiers. Ils lui réclament de l'argent prétextant qu'ils ne peuvent subvenir aux besoins de leur famille. En 1685, le gouverneur qualifie d'ailleurs ce groupe de « tout ce qu'il y a de plus gueux ». En apprenant la pauvreté des nobles de Nouvelle-France, Louis XIV décide de limiter les lettres patentes. Il en remet uniquement à ceux qui ont une excellente situation financière et qui font avancer le commerce. Les anoblis s'efforcent d'agir comme les gentilshommes d'ancienne noblesse et adoptent tant bien que mal leurs us et coutumes.
Un noble se doit avant tout de servir le roi en soutenant son autorité et ses intérêts en toutes choses. Louis XIV demande d'ailleurs dans ses lettres de « faire les gestes ou les fonctions que les nobles habituellement font ». La majorité des nobles de la colonie se retrouvent dans l'armée, mais plusieurs exercent des fonctions dans l'administration civile et judiciaire. Certains postes, comme prévôt de la maréchaussée, sont strictement réservés aux nobles, et 65 % des nominations au Conseil souverain sont faites en faveur de gentilshommes. Étant donné que plusieurs nobles de la colonie ont une situation précaire, ils ont le droit de s'adonner au commerce, contrairement à ceux qui sont en France. Mais un noble qui pratique une activité non conforme à sa situation, en devenant par exemple menuisier ou boulanger, déroge et perd sa noblesse. Il n'est donc pas question pour lui d'exercer un métier manuel. La noblesse de Nouvelle-France s'adonne, par exemple, au commerce des fourrures.
La noblesse en fait rêver plusieurs, notamment les bourgeois, qui cherchent à s'allier à elle par tous les moyens. Quelques-uns réussissent en contractant un mariage avantageux et, au fil du temps, plusieurs familles se greffent au groupe nobiliaire. Mais la noblesse de Nouvelle-France est de moins en moins une classe sociale comme en France.

## Histoire sous le régime britannique
Après la guerre de la Conquête, les autorités britanniques ne font que modérément confiance à leurs nouveaux sujets canadiens-français. Les gentilshommes sont peu attirés par le service dans la milice provinciale, mal payé et sans perspective d'avancement. Entre 1775 et 1815, quelques-uns, en petit nombre, servent comme officiers dans la British Army et prennent part à la guerre d'indépendance des États-Unis et à la guerre anglo-américaine : on peut citer les d'Estimauville de Beaumouchel, Fleury d'Eschambault, d'Irumberry de Salaberry, Lorimier, Juchereau Duchesnay et Saint-Ours.
Sous le régime britannique, la noblesse perd progressivement son homogénéité et finit par ne plus se distinguer clairement des autres groupes ni par son niveau de vie, ni par sa culture. Elle finira par se fondre au sein de l'élite canadienne-française où on retrouve, à côté d'elle, des officiers civils, judiciaires et militaires ainsi que des marchands bourgeois.

## Titres de baron
Cinq seigneuries possédées par des nobles canadiens-français sont titrées durant la période de la Nouvelle-France : la baronnie du Cap Tourmente en 1624, la baronnie de Pobomcoup en 1651, la baronnie des Islets en 1671, la baronnie de Portneuf en 1681 et la baronnie de Longueuil en 1700. La baronnie du Cap Tourmente s'éteint à la mort de son unique titulaire Guillaume de Caën, général de la flotte des Compagnie de Montmorency. La baronnie de Pobomcoup est le premier et unique titre baronnial en Acadie. Ce titre féodal a été détenu par les descendants de Philippe Mius d'Entremont jusqu'à la Déportation des Acadiens en 1755. La baronnie des Islets est issue d'une seigneurie concédée à Louis Hébert et le titre est remonté en 1675 au comté d'Orsainville. Les barons de Portneuf ont été : René Robineau de Bécancour puis son fils Pierre Robineau de Bécancour et, enfin, le gendre de ce dernier Charles Le Gardeur de Croisille. Le fief étant par la suite vendu en dehors de la famille en 1741, le titre cesse de se transmettre, bien que la baronnie subsiste. Le titre de baron de Longueuil, quant à lui, est transmis et porté jusqu'à nos jours par les descendants de Charles Le Moyne de Longueuil.

## Liste des familles nobles canadiennes-françaises
- Adhémar de Lantagnac : Gaspard Adhémar de Lantagnac

- Ailleboust (d')
  - Argenteuil (d') : Jean d'Ailleboust d'Argenteuil
  - Carillon (de)
  - Cerry (de)
  - Coulonge (de) : Louis d'Ailleboust de Coulonge (1616-1660), Louis d'Ailleboust de Coulonge (1656-1747)
  - Cuisy (de)
  - Des Musseaux : Charles-Joseph d'Ailleboust des Musseaux
  - La Boulasserie (de)
  - La Madeleine (de)
  - Manthet (de) : Nicolas d'Ailleboust de Manthet
  - Périgny (de) : Paul d'Ailleboust de Périgny
  - Saint-Vilmé (de)
- Albergati Vezza (d')
- Aloigny de La Groye (d')
- Amours (d')
  - Chauffours (de) : Mathieu d'Amours de Chauffours
  - Clignancourt (de)
  - Courberon (de)
  - Courcille (de)
  - Du Jour
  - Freneuse (de) : Mathieu d'Amours de Freneuse
  - La Morandière (de)
  - L'Isle-Ronde (de)
  - Louvières (de)
  - Plaine (de)
- André de Leigne
- Aubert
  - Forillon (de)
  - Gaspé (de) : Philippe Aubert de Gaspé (père), Philippe Aubert de Gaspé (fils)
  - La Chesnaye (de) : Charles Aubert de La Chesnaye
- Bailly de Messein : Charles-François Bailly de Messein
- Bécard de Granville : Marie-Anne Bécard de Granville, Paul Bécard de Granville
  - Fonville (de) : Charles Bécart de Granville et de Fonville
- Bégon : Michel Bégon de La Picardière, Élisabeth Rocbert de La Morandière Bégon
- Benoist
- Berey des Essarts (de)
- Bermen de La Martinière (de) : Claude de Bermen de La Martinière, Claude-Antoine de Bermen de La Martinière
- Berrenger (de)
- Berthier de Villemur : Isaac "Alexandre" Berthier de Villemur
- Bissot de Vincennes : Jean-Baptiste Bissot de Vincennes, François-Marie Bissot de Vincennes
- Bizard : Jacques Bizard
- Blaise des Bergères de Rigauville : Raymond Blaise des Bergères de Rigauville, Nicolas Blaise des Bergères de Rigauville
- Bonne de Missègle (de) : Pierre-Amable de Bonne
- Bouchel d'Orceval (de)
- Boucher
  - Batilly (de)
  - Bonaccueil (de)
  - Boucherville (de) : Georges Boucher de Boucherville, Charles-Eugène Boucher de Boucherville
  - Grandpré (de) : Joseph-Louis Boucher de Grandpré
  - Grosbois (de) : Pierre Boucher, Tancrède Boucher de Grosbois
  - La Broquerie (de)
  - La Bruère (de)
  - La Perrière (de)
  - La Saudraye (de)
  - L'Île-Bonne (de)
  - Montarville (de)
  - Montbrun (de)
  - Montizambert (de)
  - Niverville (de) : Joseph-Claude Boucher de Niverville, Louis-Charles Boucher de Niverville
  - Nois (de)
  - Piedmont (de)
  - Saint-Laurent (de)
- Bouillet de Chevalet
- Bouillet de La Chassaigne
- Bragelongne (de)
- Cailhaut de La Tesserie (de)
- Caire (de)
- Carion du Fresnoy (de)
- Catalogne (de) : Gédéon de Catalogne
- Cavelier de La Salle : René-Robert Cavelier de La Salle
- Celles Duclos (de) : Alfred Duclos de Celles
- Céloron de Blainville : Pierre Céloron de Blainville
- Chartier de Lotbinière : Louis-Théandre Chartier de Lotbinière, René-Louis Chartier de Lotbinière, Michel Chartier de Lotbinière, Michel-Eustache-Gaspard-Alain Chartier de Lotbinière
- Chassin (de)
- Châtelain
- Chaussegros de Léry : Gaspard-Joseph Chaussegros de Léry (1682-1756), Gaspard-Joseph Chaussegros de Léry (1721-1797), François-Joseph d'Estienne de Chaussegros de Léry, Charles-Étienne Chaussegros de Léry, Alexandre-René Chaussegros de Léry
- Chavigny de La Chevrotière (de)
  - Berchereau (de)
- Clairambault d'Aigremont
- Collet
- Couillard : Antoine-Gaspard Couillard
  - Beaumont (de)
  - Des Îlets
  - De l'Espinay : Guillaume Couillard, Philippe Couillard
- Coulon de Villiers : Louis Coulon de Villiers, François Coulon de Villiers
  - Jumonville (de) : Joseph Coulon de Villiers de Jumonville
- Couterot
- Crisafy (de) : Antoine de Crisafy
- Dagneau d'Ouville : Alexandre Dagneau d'Ouville
  - Lamotte (de)
  - La Saussaye (de)
  - Quindre (de)
- Dandanne Danseville de L'Étendard : Nicolas-Antoine Dandanne Danseville de L'Étendard
- Dandonneau du Sablé
- Daneau de Muy : Nicolas Daneau de Muy, Jacques-Pierre Daneau de Muy
- Dauphin de La Forest : François Dauphin de La Forest
- Dazémard de Lusignan : Paul-Louis Dazémard de Lusignan
- Denys
  - Bonnaventure (de) : Simon-Pierre Denys de Bonnaventure
  - Du Tertre
  - La Broquerie (de)
  - La Bruère (de)
  - La Ronde (de) : Pierre Denys de La Ronde, Louis Denys de La Ronde
  - La Trinité (de)
  - Saint-Pierre (de)
  - Saint-Simon (de) : Antoine-Charles de Saint-Simon
  - Thibaudière de La Ronde
  - Vitré (de) : Charles Denys de Vitré
- Derivon de Budemont
- Dervilliers de La Boissière
- Des Champs de Boishébert : Charles des Champs de Boishébert
  - La Bouteillerie (de)
  - Raffetot (de)
- Dontaille
- Douhet (de)
- Drouet de Richarville
  - Bajolet (de)
  - Baudicour (de)
  - Bellecard (de)
  - Carqueville (de)
  - La Coulonnerie (de)
  - Mareuil (de)
  - Surville (de)
- Dubois Berthelot de Beaucour : Josué Dubois Berthelot de Beaucour
- Dufrost de La Jemmerais : Christophe Dufrost de La Jemmerais, Sainte Marguerite d'Youville
- Dugué de Broisbriand : Sidrac Dugué de Boisbriand, Pierre Dugué de Boisbriand, Marie-Thérèse Dugué de Boisbriand
  - Fougère (de)
  - Sainte-Thérèse (de)
- Dulignon (Chevalier)
  - Lamirande (de)
- Dupin de Bellugard
- Dupont de Neuville
- Dupuis de Lislois
- Du Sablé
- Escayrac de Lauture (d')
- Estienne du Bourgué de Clérin (d')
- Estimauville de Beaumouchel (d')
- Fily de Kérigou
- Fleury
  - Eschambault (d')
  - La Gorgendière (de)
- Fournier de Belleval
  - Briancourt (de)
- Fresnel de La Pipardière (de)
- Gallimard de Champlain
- Gannes (de) : Georges de Gannes
  - Falaise (de)
- Gaultier de Comporté : Philippe Gaultier de Comporté
- Gaultier de Varennes : René Gaultier de Varennes
  - Boumois (de)
  - Du Tremblay
  - La Vérendrye (de) : Pierre Gaultier de Varennes et de La Vérendrye, Jean-Baptiste Gaultier de La Vérendrye, Pierre Gaultier de La Vérendrye, François Gaultier de La Vérendrye, Louis-Joseph Gaultier de La Vérendrye
  - Sainte-Hélène (de)
- Giffard : Robert Giffard
- Godefroy
  - Labadie de Tonnancour
  - Lintot (de) : Jean Godefroy de Lintot
  - Normanville (de)
  - Roquetaillade (de)
  - Saint-Paul (de)
  - Tonnancour (de) : Joseph-Marie Godefroy de Tonnancour, Léonard Godefroy de Tonnancour
  - Vieux-Pont (de)
- Gorge de Saint-Martin
- Goutin (de)
- Greysolon du Lhut : Daniel Greysolon du Lhut
- Guillemot du Plessis Kerbodo : Guillaume Guillemot du Plessis Kerbodo
- Guyon
- Haincque de Puygibault
- Hamelin de Bourgchemin[10]
- Hamelin de Chavigny[11],[12]
- Hamelin de l'Hermitière[13]
- Hérault de Saint-Michel
- Herbin de Bricour
- Hertel
  - Beaubassin (de)
  - Beaulac (de) : Claude Hertel de Beaulac
  - Chambly (de)
  - Cournoyer (de)
  - La Frenière (de) : François Hertel de La Frenière
  - Moncour (de)
  - Rouville (de) : Jean-Baptiste Hertel de Rouville, Jean-Baptiste-François Hertel de Rouville, René-Ovide Hertel de Rouville, Jean-Baptiste-Melchior Hertel de Rouville, Jean-Baptiste-René Hertel de Rouville
  - Saint-François (de)
  - Saint-Louis (de)
- Irumberry de Salaberry (d') : Ignace-Michel-Louis d'Irumberry de Salaberry, Charles-Michel d'Irumberry de Salaberry, Charles-René-Léonidas d'Irumberry de Salaberry
- Jarret de Verchères : Madeleine de Verchères, Pierre Jarret de Verchères
  - Beauveny (de)[14]
  - Pouligny (de)[14]
- Joannès (de)
- Joncaire de Chabert (de) : Louis-Thomas de Joncaire de Chabert
- Jordy (de) (Désourdy)
  - Cabanac (de) : Joseph Desjordy de Cabanac, François Desjordy Moreau de Cabanac
  - Des Îlets
  - Villebon (de) : Charles-René Dejordy de Villebon
  - Moreau
- Joybert de Soulanges (de) : Pierre de Joybert de Soulanges, Louise-Élisabeth de Joybert de Soulanges, Pierre-Jacques de Joybert de Soulanges, Marie-Geneviève de Joybert de Soulanges
- Juchereau
  - Beaumarchais (de)
  - Des Aulnaies
  - Duchesnay : Antoine Juchereau Duchesnay, Elzéar-Henri Juchereau Duchesnay, Henriette-Julie Juchereau Duchesnay Campbell, Henri-Jules Juchereau Duchesnay
  - Fargy (de)
  - Saint-Denis (de) : Charles Juchereau de Saint-Denis, Louis Juchereau de Saint-Denis
  - Saint-Michel (de)
  - Vaulezard (de)
- La Barre (de)
- Labat de Sivrac
- La Corne (de) : Louis de La Corne
  - Chapt (de) : Jean-Louis de La Corne de Chapt
  - Du Breuil : François-Josué de La Corne du Breuil
  - La Colombière (de) : Antoine de La Corne de La Colombière
  - Saint-Luc (de) : Luc de La Corne de Saint-Luc
- Lafrenaye de Brucy
- Laguerre de Morville
- Lambert Dumont
- La Motte de Lucière
- Laporte de Louvigny (de) : Louis de Laporte de Louvigny
- La Roche-Vernay (de)
- Lauzon (de) : Jean de Lauzon (père), Jean de Lauzon (fils)
  - Charny (de) : Charles de Lauzon de Charny
  - La Citière (de)
- Le Ber : Jacques Le Ber, Jeanne Le Ber
  - Du Chesne
  - Saint-Paul (de)
  - Senneville (de)
- Lefebvre du Plessis Faber
- Le Fournier du Vivier
- Le Gantier de La Vallée-Rasné
- Le Gardeur
  - D'Alonceau
  - Beauvais (de)
  - Caumont (de)
  - Courtemanche (de) : Augustin Le Gardeur de Courtemanche
  - Croisille (de)
  - L'Isle (de)
  - Moncarville (de)
  - Montesson (de)
  - Mutrécy (de)
  - Repentigny (de) : Pierre Le Gardeur, Jean-Baptiste Le Gardeur de Repentigny, Pierre Le Gardeur de Repentigny, Agathe de Saint-Père Le Gardeur de Repentigny
  - Saint-Pierre (de) : Jean-Paul Le Gardeur de Saint-Pierre, Jacques Le Gardeur de Saint-Pierre
  - Tilly (de) : Charles Le Gardeur de Tilly
  - Villiers (de)
- Le Gouès de Grais
- Le Marchand des Ligneris
- Le Mercier
- Le Moyne
  - Adoncourt (d')
  - Assigny (d')
  - Bienville (de) : François Le Moyne de Bienville, Jean-Baptiste Le Moyne de Bienville
  - Châteauguay (de) : Antoine Le Moyne de Châteauguay
  - Iberville (d') : Pierre Le Moyne d'Iberville
  - Longueuil (de), barons de Longueuil (seul titre français reconnu par la monarchie britannique) : Charles Le Moyne, Catherine Thierry Le Moyne, Charles II Le Moyne, Charles III Le Moyne, Paul-Joseph Le Moyne de Longueuil, Charles-Jacques Le Moyne de Longueuil, Joseph-Dominique-Emmanuel Le Moyne de Longueuil, Marie-Charles Le Moyne de Longueuil
  - Maricourt (de) : Paul Le Moyne de Maricourt
  - Sainte-Hélène (de) : Jacques Le Moyne de Sainte-Hélène
  - Sérigny (de) : Joseph Le Moyne de Sérigny
- Leneuf
  - Beaubassin (de)
  - Boisneuf (de)
  - Du Hérisson : Michel Leneuf du Hérisson
  - La Poterie (de) : Jacques Leneuf de La Poterie
  - La Vallière (de) : Michel Leneuf de La Vallière
- Le Picard de Noré du Mesnil
- Lériger de La Plante
- Lesaulnier de Saint-Michel
- Lestringant de Saint-Martin
- Le Verrier de Rousson : François Le Verrier de Rousson
- Levreau de Langis
  - Fontenelle (de)[15]
  - Montégron (de)[15]
- Liénard/Saveuse de Beaujeu : Louis Liénard de Beaujeu, Daniel Liénard de Beaujeu, Jacques-Philippe Saveuse de Beaujeu, Georges-René Saveuse de Beaujeu, Raoul Saveuse de Beaujeu
  - Villemonde (de) : Louis Liénard de Beaujeu de Villemonde
- Liette (de) : Pierre-Charles de Liette
- Lobinois de Tourneuve (de)
- Lorimier (de) : Guillaume de Lorimier, Claude-Nicolas-Guillaume de Lorimier
  - Verneuil (de) : François-Marie-Thomas, chevalier de Lorimier
- Maizière de Maisoncelle
- Maleray de La Mollerie
- Maray de La Chauvignerie : Michel Maray de La Chauvignerie
- Margane de Lavaltrie : Séraphin Margane de Lavaltrie, Pierre-Paul Margane de Lavaltrie
  - Batizy (de)
- Mariauchau d'Esglis : François Mariauchau d'Esglis, Louis-Philippe Mariauchau d'Esglis
- Marin de La Malgue : Charles Marin de La Malgue, Paul Marin de La Malgue, Joseph Marin de La Malgue
- Martel de Brouague : François Martel de Brouague
- Martin de Lino
  - Chalmette (de)
- Maurel de Sainte-Hélène
- Mellis (de)
- Mézières de Lépervanche (de)
- Migeon
  - Branssat (de)
  - La Gauchetière (de)
- Monmerqué (Montmarquet) du Breuil
- Montéléon (de)
- Morel de La Durantaye : Olivier Morel de La Durantaye
  - Boisbrillant (de)
  - Du Houssay
  - La Chaussée (de)
- Mouet de Moras
  - La Borde (de)
  - Langlade (de) : Augustin Mouet de Langlade
- Myré de L'Argenterie
- Noyelle de Fleurimont (de) : Nicolas-Joseph de Noyelle de Fleurimont
- Outelas
- Payen de Noyant : Pierre Payent de Noyant, Pierre-Jacques Payen de Noyant
- Péan de Livaudière : Hugues-Jacques Péan de Livaudière, Michel-Jean-Hugues Péan de Livaudière
- Pécaudy de Contrecœur : Antoine Pécaudy de Contrecœur, François-Antoine Pécaudy de Contrecœur, Claude-Pierre Pécaudy de Contrecœur
- Peiras (de)
- Petit
  - Coulanges (de)
  - Livilliers (de)
- Peuvret de Mesnu
  - Gaudarville (de)
- Pézard de La Touche : Étienne Pézard de La Touche
  - Champlain (de)
  - La Borde (de)[16]
  - Mulois de Champlain (de)[16]
- Philippe
  - Hautmesnil (de)
  - Longueville (de)
  - Marigny (de)
  - Marigny de Mandeville (de) : François Philippe de Marigny de Mandeville
  - Saint-Lambert (de)
- Picoté de Belestre : Pierre Picoté de Belestre, François-Marie Picoté de Belestre
- Pierrecot de Bailleul
- Piot de Langloiserie : Charles-Gaspard Piot de Langloiserie
  - Sainte-Thérèse (de)
- Poitiers (Potier) (de)
  - Du Buisson
  - Pommeroy (de)
- Pollet de La Combe Pocatière
- Provost
- Raimbault
  - Des Mazures[17]
  - Du Vergé[2]
  - Gros-Chêne (de)[17]
  - La Moelle (de)[17]
  - Piedmont (de)
  - Saint-Blin (de)
- Ramezay de La Gesse (de) : Claude de Ramezay, Jean-Baptiste-Nicolas-Roch de Ramezay
- Rastel de Rocheblave (de) : Philippe-François de Rastel de Rocheblave, Pierre de Rastel de Rocheblave
- Régnard du Plessis de Morampont : Georges Régnard du Plessis
- Renaud d'Avène des Méloizes : Angélique des Méloizes
- Renaud du Buisson
- Rigaud de Vaudreuil (de) : Philippe de Rigaud de Vaudreuil, Louis-Philippe de Rigaud de Vaudreuil, Pierre de Rigaud de Vaudreuil, François-Pierre de Rigaud de Vaudreuil
- Robineau
  - Bécancour (de) : René Robineau de Bécancour, Pierre Robineau de Bécancour
  - Des Îles
  - Neuvillette (de)
  - Portneuf (de) : René Robineau de Portneuf, Pierre Robineau de Portneuf
  - Villebon (de) : Joseph Robineau de Villebon
- Robutel de La Noue : Zacharie Robutel de La Noue
- Rocbert de La Morandière : Élisabeth Rocbert de La Morandière Bégon
  - Du Coudray
- Rouer de Villeray
  - Artigny (d')
  - La Cardonnière (de) : Augustin Rouer de La Cardonnière
- Ruette d'Auteuil
  - La Malotière (de)
  - Monceaux (de)
- Rupalley (de)
  - Desjardins
  - Gonneville (de)
- Sabrevois (de)
  - Bleury (de) : Jacques-Charles de Sabrevois de Bleury, Clément-Charles de Sabrevois de Bleury
  - Sermonville (de)
- Sacquespée de Voipreux (de)
- Saint-Ours (de)
  - Eschaillons (d') : Pierre de Saint-Ours d'Eschaillons, Jean-Baptiste de Saint-Ours d'Eschaillons
- Saint-Vincent de Narcy (de)
- Saurel (de) : Pierre de Saurel
- Selles de Marbrelle (de)
- Sicard de Carufel
  - Lavaute (de)
  - Rives (de)
- Simonet d'Abergemont
- Suève (de)
- Tarieu de Lanaudière : Charles-François Tarieu de Lanaudière, Charles-Louis Tarieu de Lanaudière, Catherine Tarieu de Lanaudière Aubert de Gaspé, Charles-Gaspard Tarieu de Lanaudière
  - La Pérade (de) : Madeleine de Verchères Tarieu de La Pérade
- Taschereau : Thomas-Jacques Taschereau, Marie-Anne-Louise Taschereau, Gabriel-Elzéar Taschereau, Jean-Thomas Taschereau (père), Thomas-Pierre-Joseph Taschereau, Antoine-Charles Taschereau, Jean-Thomas Taschereau (fils), Elzéar-Alexandre Taschereau, Pierre-Elzéar Taschereau, Joseph-André Taschereau, Henri-Elzéar Taschereau, Henri-Thomas Taschereau, Louis-Alexandre Taschereau
  - Linière (de) : Thomas Linière Taschereau
- Testard de Montigny : Jacques Testard de Montigny, Casimir Testard de Montigny
  - Louvigny de Montigny (de)
- Tonti (de) : Henri de Tonti
  - Paludy (de) : Alphonse de Tonti de Paludy
- Vassal de Monviel
- Vassan (de)
- Villedonné (de)
- Villieu (de)
- You d'Youville : Sainte Marguerite d'Youville, Charles d'Youville Dufrost

## Anoblissement et reconnaissance de noblesse par la monarchie britannique
- Sir Auguste-Réal Angers, descendant par sa mère de la famille noble canadienne-française Taschereau, fait chevalier commandeur de l'ordre de Saint-Michel et Saint-Georges en 1913
- Sir Horace Archambeault, fait chevalier commandeur de l'ordre de Saint-Michel et Saint-Georges en 1905
- Sir Narcisse-Fortunat Belleau, fait chevalier commandeur de l'ordre de Saint-Michel et Saint-Georges en 1879
- Sir Charles Boucher de Boucherville, de famille noble canadienne-française, fait chevalier bachelier en 1914
- Sir Adolphe-Philippe Caron, fait chevalier commandeur de l'ordre de Saint-Michel et Saint-Georges en 1885
- Sir George-Étienne Cartier, fait 1er baronnet Cartier de Montréal en 1868
- Sir Thomas Chapais, fait chevalier commandeur de l'ordre de Saint-Michel et Saint-Georges en 1914
- Sir Antoine-Aimé Dorion, fait chevalier bachelier en 1877
- Sir Joseph Dubuc (en), fait chevalier bachelier en 1912
- Sir Rodolphe Forget, fait chevalier commandeur de l'ordre de Saint-Michel et Saint-Georges en 1912
- Sir Édouard Percy Cranwill Girouard (en), fait chevalier commandeur de l'ordre de Saint-Michel et Saint-Georges en 1901
- Sir Lomer Gouin, fait chevalier bachelier en 1908
- Charles Colmore Grant, baron de Longueuil, descendant de Charles II Le Moyne de Longueuil[18]
- Sir Louis-Amable Jetté, fait chevalier commandeur de l'ordre de Saint-Michel et Saint-Georges en 1901
- Sir Henri-Gustave Joly de Lotbinière, descendant par sa mère de la famille noble canadienne-française Chartier de Lotbinière, fait chevalier commandeur de l'ordre de Saint-Michel et Saint-Georges en 1895
- Sir Alexandre Lacoste, fait chevalier commandeur de l'ordre de Saint-Michel et Saint-Georges en 1892
- Sir Louis-Hippolyte La Fontaine, fait 1er baronnet La Fontaine de Montréal (en) en 1854
- Sir François Langelier, fait chevalier bachelier en 1907
- Sir Hector-Louis Langevin, fait chevalier commandeur de l'ordre de Saint-Michel et Saint-Georges en 1881
- Sir Hormisdas Laporte, fait chevalier bachelier en 1918
- Sir Wilfrid Laurier, fait chevalier grand-croix de l'ordre de Saint-Michel et Saint-Georges en 1897
- Sir Pierre-Évariste Leblanc, fait chevalier commandeur de l'ordre de Saint-Michel et Saint-Georges en 1910
- Sir François-Xavier Lemieux, fait chevalier commandeur de l'ordre de Saint-Michel et Saint-Georges en 1914
- Sir James MacPherson Le Moine, fait chevalier bachelier en 1897
- Sir Charles-Alphonse-Pantaléon Pelletier, fait chevalier commandeur de l'ordre de Saint-Michel et Saint-Georges en 1898
- Sir Adolphe-Basile Routhier, fait chevalier bachelier en 1911
- Sir Étienne-Paschal Taché, fait chevalier bachelier en 1858
- Sir Henri-Elzéar Taschereau, de famille noble canadienne-française, fait chevalier bachelier en 1902
- Sir Henri-Thomas Taschereau, de famille noble canadienne-française, fait chevalier bachelier en 1908

## Canadiens français de noblesse étrangère

### Noblesse espagnole
- Pierre-Antoine Doucet, fait chevalier de l'Ordre d'Isabelle la catholique[19]

### Noblesse pontificale
- Louis de Gonzague Baillairgé, fait comte romain en 1893[20]
- Charles-François Baillargeon, fait comte romain[21]
- Ignace Bourget, fait comte romain[21]
- Honoré Mercier, fait comte romain en 1891[22]
- Honoré Mercier (fils), comte romain[21]
- Joseph-Octave Plessis, fait comte romain[21]
- Gustave d'Odet d'Orsonnens, fait comte romain en 1874[23]
- Joseph-Arthur Papineau, fait comte romain en 1950[24]